# Bengt Lagercrantz
Carl Fredrik Bengt Lagercrantz (ur. 12 marca 1887 w Djursholm, zm. 22 lipca 1924 tamże) – szwedzki strzelec, srebrny medalista olimpijski.
Bengt Lagercrantz w swojej karierze wziął udział w tylko jednych igrzyskach olimpijskich, w 1920 roku w Antwerpii. Brał udział w dwóch konkurencjach (obu drużynowych), razem z Fredrikiem Landeliusem, Alfredem Swahnem, Oscarem Swahnem i Edwardem Benedicksem wywalczył srebrny medal w rundzie podwójnej do sylwetki jelenia.
Pochodzi ze słynnego szwedzkiego rodu szlacheckiego Lagercrantzów. Służył również w szwedzkiej piechocie jako porucznik.